# Petrus Frans van Kerckhoven
Petrus Frans van Kerckhoven (født 10. november 1818 i Antwerpen, død 1. august 1857 sammesteds) var en flamsk forfatter.
Efter at have uddannet sig på sin fødebys Athenæum fik han en offentlig ansættelse på stedet og avancerede senere til kontorchef. van Kerckhoven var en af forkæmperne for den flamske bevægelse og udfoldede en omfattende forfattervirksomhed som flamsk skribent såvel af belletristisk som af videnskabelig art. Han har skrevet romaner som Daniel (1845), noveller, rejseskildringer og en lang række skuespil, af hvilke skal nævnes Boer en Edel, De Dronkaerd og Fanny. Også en lille redegørelse for den flamske bevægelse skyldes ham. Hans samlede værker er udkomne i Antwerpen i 13 bind (1869—73).